# شهرستان پرینس جورج (ویرجینیا)
شهرستان پرینس جورج، ویرجینیا (به انگلیسی: Prince George County, Virginia) یک سکونتگاه مسکونی در ایالات متحده آمریکا است که در ویرجینیا واقع شده‌است.

## خصوصیات
شهرستان پرینس جورج ۷۳۰٫۳۸ کیلومترمربع مساحت دارد.